# Nörten-Hardenberg
Nörten-Hardenberg település Németországban, azon belül Alsó-Szászország tartományban. Lakosainak száma 8683 fő (2023. december 31.).

## Népesség
A település népességének változása:
| Lakosok száma | 8180 | 8178 | 8304 | 8616 | 8669 | 8683 |
|               | 2016 | 2017 | 2019 | 2021 | 2022 | 2023 |